# Ріда Ель-Лузе
Ріда Ель-Лузе (араб. رضا اللوز, фр. Ridha El Louze, нар. 27 квітня 1953) — туніський футболіст, що грав на позиції захисника.
Виступав за клуб «Сфакс Рейлвейз», а також національну збірну Тунісу.

## Клубна кар'єра
У дорослому футболі дебютував 1971 року виступами за команду «Сфакс Рейлвейз», кольори якої і захищав протягом усієї своєї кар'єри гравця, що тривала чотирнадцять років.

## Виступи за збірну
1973 року дебютував в офіційних матчах у складі національної збірної Тунісу.
У складі збірної був учасником Кубка африканських націй 1978 року в Гані та чемпіонату світу 1978 року в Аргентині.